# Karl Schroeder (Landrat)
Kurt Ernst Karl Schroeder (* 23. Dezember 1870 in Stettin; † 8. Mai 1940 in Breslau) war ein deutscher Verwaltungsbeamter und Landrat des Kreises Wittgenstein.

## Leben
Karl Schroeder war der Sohn eines Baumeisters. Er heiratete Luise Klara Eberschulz, die Tochter des Stettiner Kaufmanns Otto Eberschulz.
Er studierte Jus an der Universität Bonn. 1891 wurde er Mitglied des Corps Palatia Bonn.
Nach Abschluss des Studiums und Promotion zum Dr. jur. wurde er 1893 Gerichtsreferendar und 1895 Regierungsreferendar bei der Regierung Köln. Ende 1898 bestand er die Prüfung zum Regierungsassessor. Nach seiner Ernennung zum Regierungsassessor (Anciennität vom 17. Dezember 1898) war er im Kreis Deutsch Krone tätig. Zum 1. Januar 1901 wechselte er zur Regierung Arnsberg.
Am 29. Mai 1905 übernahm er die kommissarische Verwaltung des Kreises Wittgenstein. Am 4. November 1905 erfolgte die Empfehlung des Kreistages zur Bestellung Schroeders unter Verzicht auf weitere Kandidatenbenennungen. Von 1905 bis 1911 war Schroeder Landrat des Kreises Wittgenstein. Er war zudem war Mitglied des Provinziallandtags von Westfalen.
Am 10. März 1911 wechselte er als Regierungsrat zur Regierung Breslau. Zum 10. März 1930 wurde er Oberregierungsrat beim Oberpräsidium der Provinz Schlesien in Breslau.
Als Reserveoffizier im Husaren-Regiment „König Wilhelm I.“ (1. Rheinisches) Nr. 7 wurde er mit der Landwehrdienstauszeichnung 2. Klasse und dem Eisernen Kreuz II. Klasse ausgezeichnet.